# Доброгоща (Жлобинский район)
Доброгоща (бел. Дабрагошча) — деревня в Жлобинском районе Гомельской области Беларуси. Административный центр Доброгощанского сельсовета. Около деревни наивысший пункт района (151,5 м).

## География

### Расположение
В 34 км на юго-запад от Жлобина, 6 км от железнодорожной станции Ящицы (на линии Жлобин — Калинковичи), 117 км от Гомеля.

## Гидрография
На западе и севере сеть мелиоративных каналов.

## Транспортная сеть
Автодорога связывает деревню со Жлобином. Планировка состоит из длинной прямолинейной, близкой к меридиональной ориентации улицы, к которой с востока присоединяются две криволинейные, соединённые между собой улицы. Застройка двусторонняя, деревянная, усадебного типа.

## История
По письменных источников известна с XVIII века как деревня в Речицкого повета Минского воеводства Великого княжества Литовского. Принадлежала Потоцким, затем Масальским. После 2-го раздела Речи Посполитой (1793 год) в составе Российской империи. Согласно переписи 1897 года находился хлебозапасный магазин, в Якимово-Слободской волости. Речицкого уезда Минской губернии.
С 20 августа 1924 года центр Доброгощинского сельсовета Стрешинского, с 4 августа 1927 года Жлобинского, с 28 июня 1939 года Стрешинского, с 17 декабря 1956 года Жлобинского районов Бобруйского (до 26 июля 1930 года) округа, с 20 февраля 1938 года Гомельской области. В 1929 году организован колхоз «Прогресс», работал ветряная мельница.
Во время Великой Отечественной войны в июле 1943 года оккупанты полностью сожгли деревню и убили 10 жителей. В боях поблизости деревни 8 декабря 1943 года отличились командир противотанковой батареи, старший лейтенант Н. Т. Сириченко и старший сержант, командир противотанкового орудия А. П. Шилков (удостоены звания Герой Советского Союза). В боях за деревню и окрестности в июне 1944 года погибли 1092 советских солдата и 4 партизана (похоронены в братской могиле на ул. Школьной). На фронтах и в партизанской борьбе погибли 274 жителя из деревень Доброгоща, Ящицы, Сельное, Забродье, Василевичи в память о них в 1967 году в центре деревни, в сквере установлена стела с именами павших.
В 1958 году открыта средняя школа. В 1962 году к деревне присоединена Центральная усадьба совхоза «Мормаль». Центр совхоза «Мормаль». Работают средняя школа, Дом культуры, библиотека, больница, аптечный пункт, детские ясли-сад, отделение связи, 1 магазин.
В состав Доброгощанского сельсовета (в настоящее время не существующие) до 1962 года центральная усадьба совхоза «Мормаль», до 1966 года — деревня Забродье, посёлок Садовый, до 1983 года — посёлок Бор.

## Население

### Численность
- 2004 год — 211 хозяйств, 543 жителя.

### Динамика
- 1795 год — 31 двор.
- 1850 год — 37 дворов, 115 жителей.
- 1897 год — 38 дворов, 294 жителя (согласно переписи).
- 1925 год — 69 дворов.
- 1940 год — 80 дворов, 400 жителей.
- 1959 год — 454 жителя (согласно переписи).
- 2004 год — 211 хозяйств, 543 жителя.
- 2013 год - 217 дворов, 521 житель.